# Complexo Palaciano de Niavarão

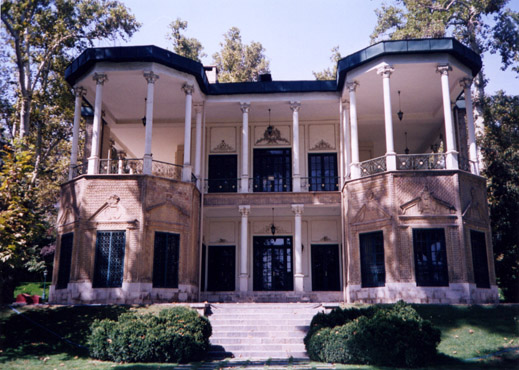
Kushak de Ahmed Schah, a estrutura mais antiga do Complexo Palaciano de Niavarão

O Complexo Palaciano de Niavarão é constituído por um conjunto de palácios situados no interior de um parque de onze hectares. Encontra-se no distrito de Niavarão, a nordeste de Teerão, no Irão.
Nesta área situam-se mais de vinte edifícios construídos a partir de 1870, incluindo o Palácio Sahebqaraniyeh, construído na época de Naceradim Xá Cajar, da Dinastia Cajar, assim como outros valiosos edifícios históricos das dinastia Cajar e Pahlavi. O complexo palaciano, concluído em 1968, foi a residência principal do último Xá da Pérsia, Mohammad Reza Pahlavi, e da família imperial até à Revolução Iraniana.
Os imóveis, utilizados como museus, são administrados desde o ano 2000 por uma fundação com fins, principalmente, culturais. Desde então, vários edifícios do complexo estão acessíveis aos visitantes, como o Museu Jahan (1997), o Palácio Sahebqaranieh (1998) e o Kushak de Ahmed Schah (2000).

## Palácio de Niavarão

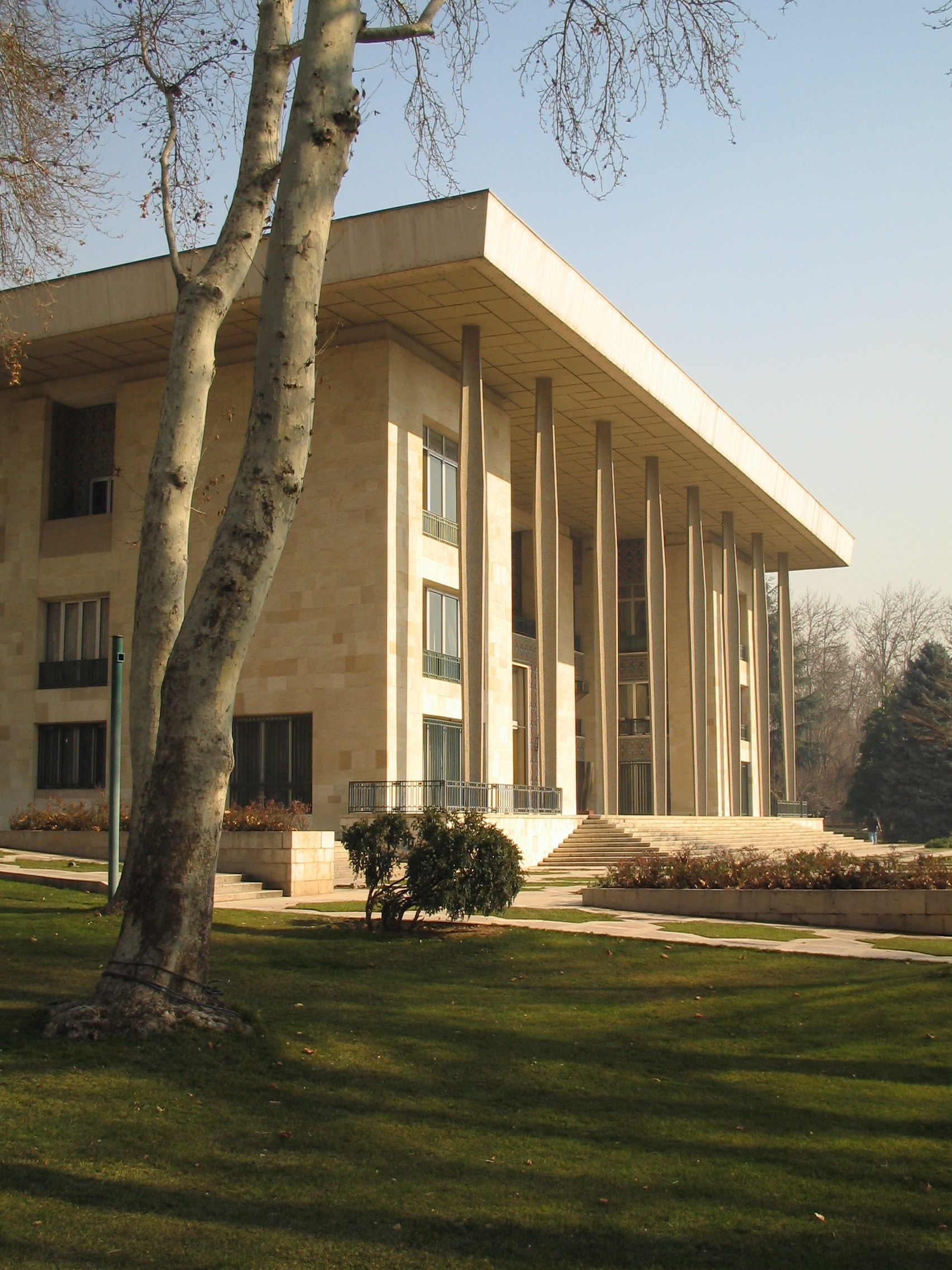
Fachada do edifício principal do Complexo Palaciano de Niavarão

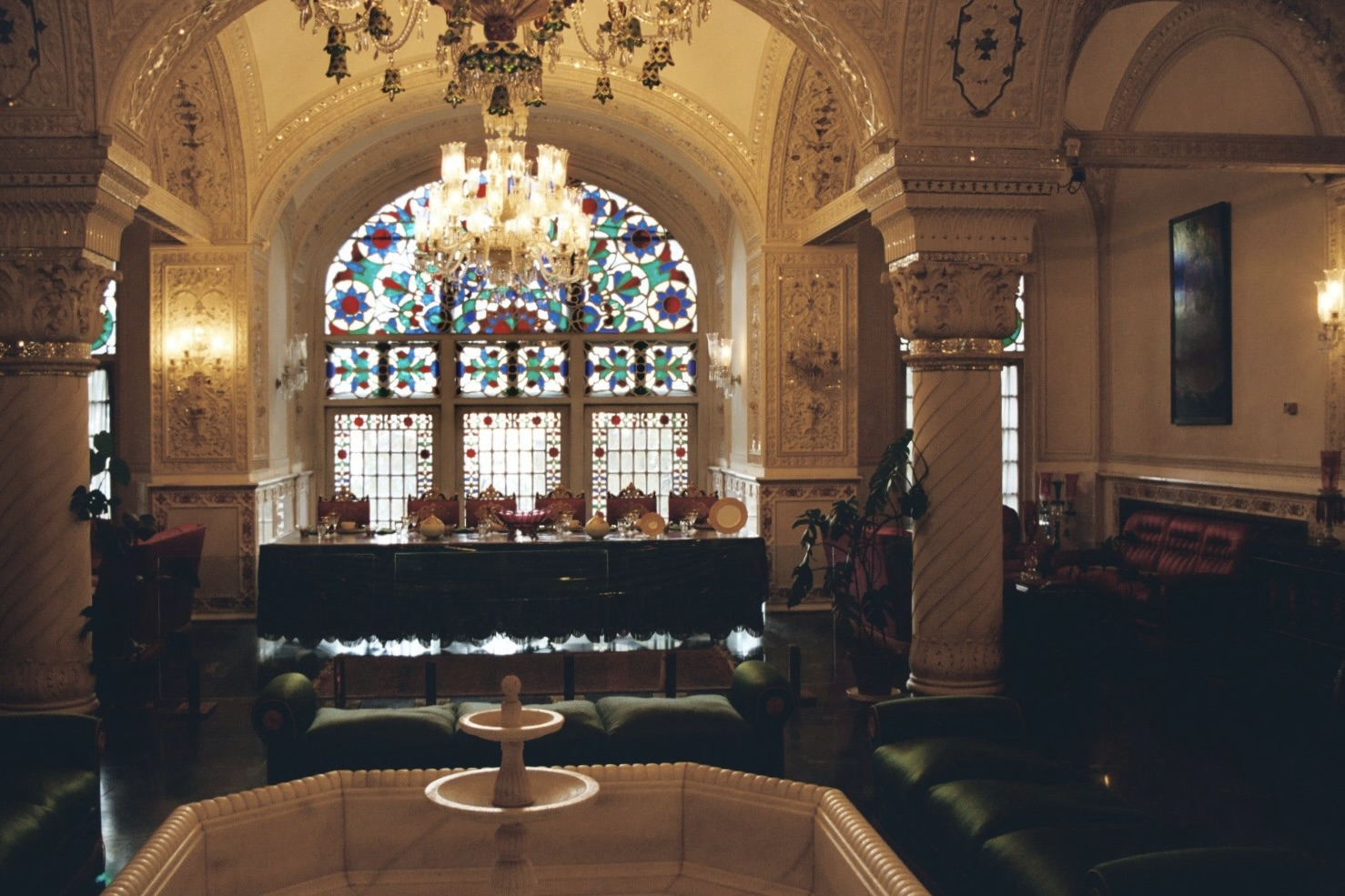
Uma sala do Palácio Sahebqaraniyeh

O edifício principal do complexo, conhecido como Palácio de Niavarão, foi desenhado pelo arquitecto iraniano Mohsen Foroughi, e situa-se numa grande parcela de terreno, com aproximadamente 9.000m², no canto nordeste do Parque de Niavarão.
A construção deste pavilhão de dois pisos, a cargo da Firma Farmanfarmayan, começou em 1958 e ficou concluída em 1967. Originalmente utilizado como casa de hóspedes dos visitantes do Governo, acabou por servir de residência de Verão do Xá da Pérsia. O último Xá, Mohammad Reza Pahlavi, juntamente com a sua família, passou aqui grande parte do seu tempo até ao eclodir da Revolução Iraniana.

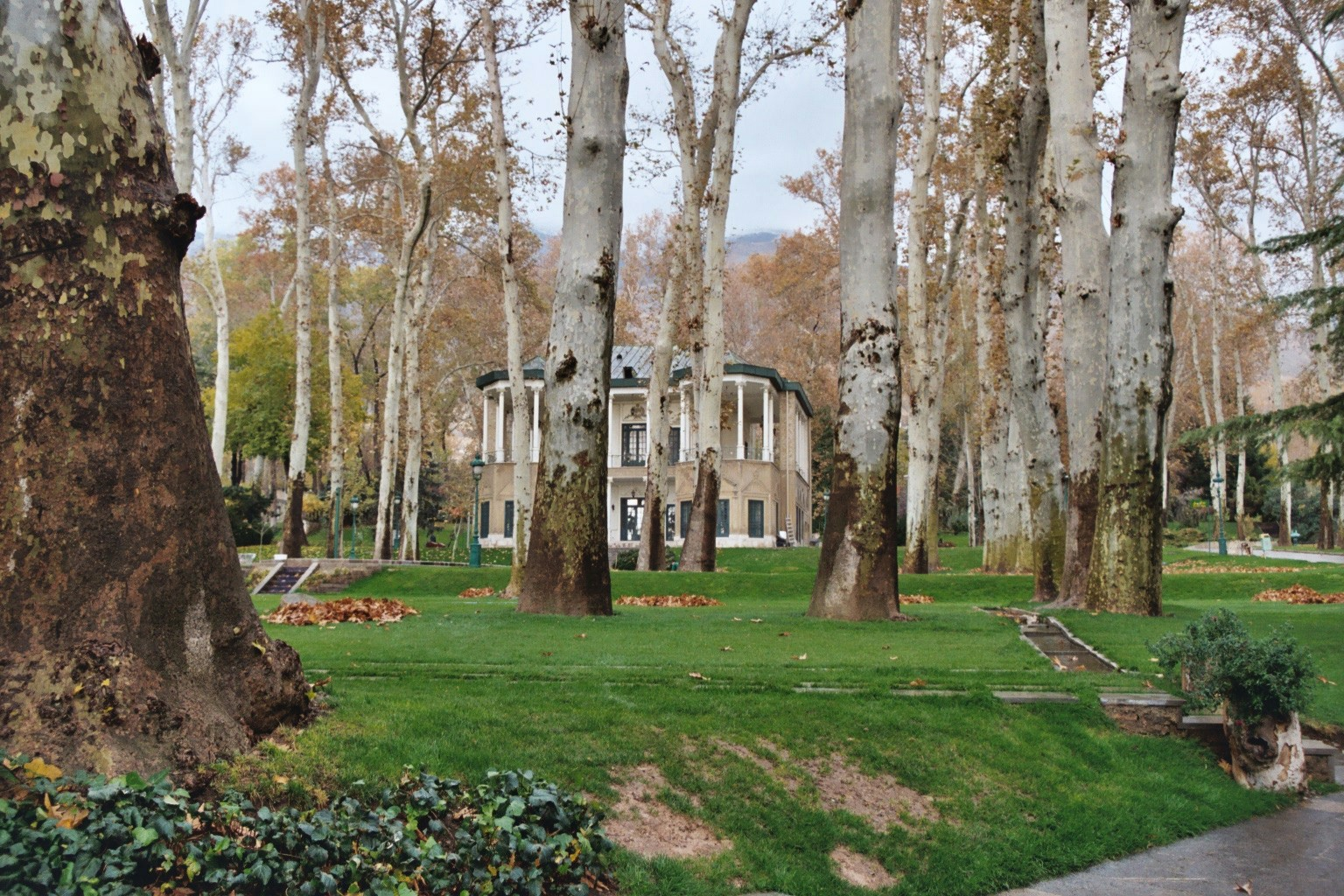
Vista parcial do parque com o Kushak de Ahmed Schah

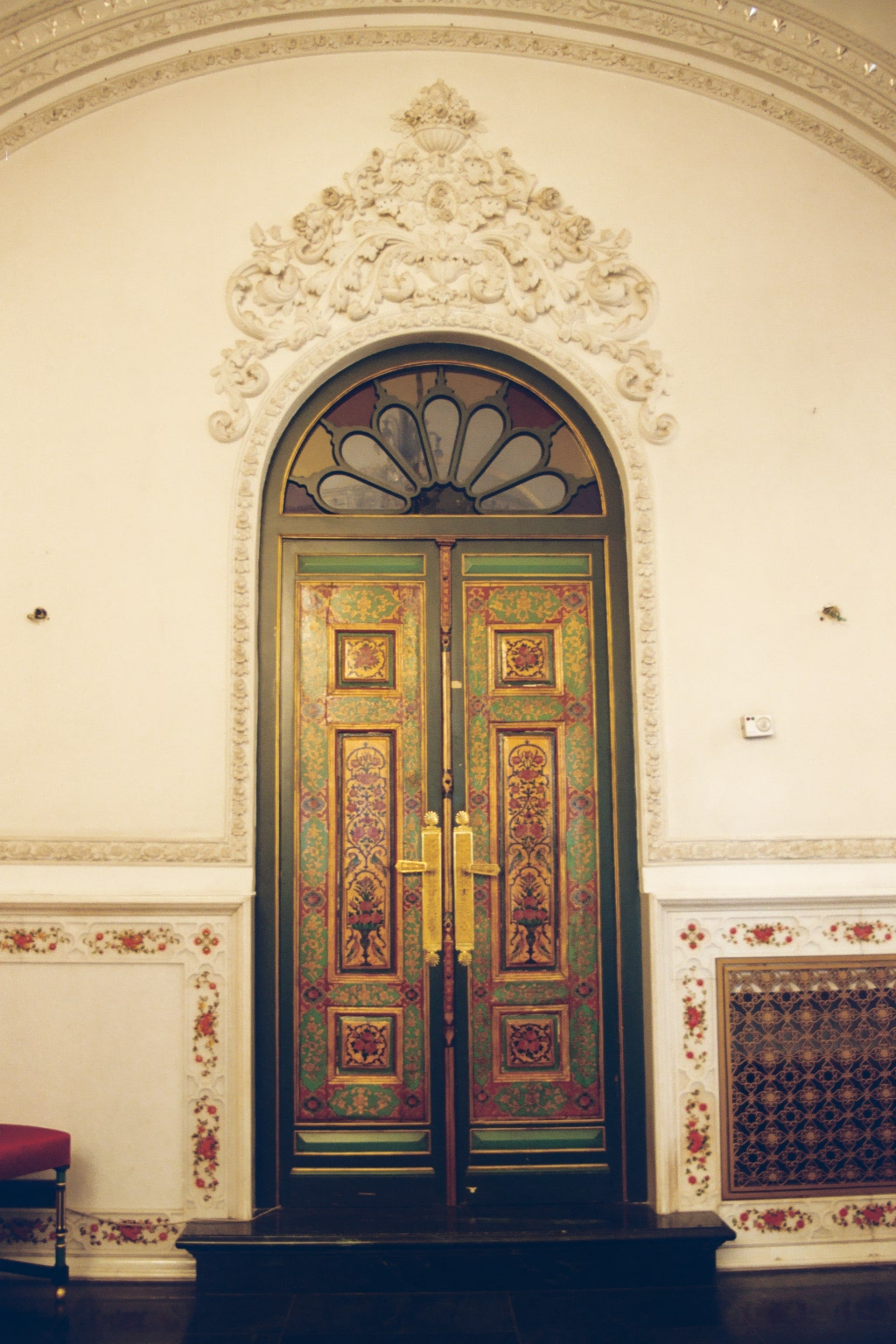
Uma porta no edifício principal do complexo

A concepção bastante angulosa do palácio, construída com materiais modernos, assim como a decoração interior, reflecte a longa história do país. Os elementos decorativos foram igualmente influenciados pela arte islâmica. Os trabalhos em estuque fam executados por Abdollahi, o espelho por Ali Asgar e os elementos em tijolo do espaço exterior por Ibraim Cazempur e Ilia
Os pavimentos  do edifício são constituídos por pedra preta contida por lâminas de alumínio. Os adornos e mobiliários interiores foram concebidos e executados por uma empresa francesa.
No piso térreo, todos os quartos estão dispostos em volta do grande vestíbulo central, incluindo a sala de cinema privativa, sala de jantar, quarto de hóspedes, salas de espera, além dum prolongamento lateral do vestíbulo que forma a Sala Azul.
Um meio piso superior alberga o gabinete e sala de conferências, o secretariado de Farah Diba, além de salas e quartos de dormir do pessoal de serviço. Na área da escadaria também se encontra uma sala onde são mantidos os uniformes e ordens de Mohammad Reza.
No último andar ficavam os espaços privados de Mohammad Reza, os quartos das crianças e dos empregados mais destacados. Os espaços estão decorados com preciosas pinturas e tapeçarias, além de conterem vários presentes de Estado.

### Sala Azul
A Sala Azul, com seus lustres, está localizada na parte norte do Palácio de Niavarão. Na época de Reza Pahlavi era usada como espaço de recepções. Entre as personalidades aqui recebidas conta-se Jimmy Carter, entre outros. No entanto, pouco tempo depois, foi transformado na sequência da revolução islâmica.
Desde o ano 2000 que Sala Azul não sofre alterações profundas no seu equipamento, estando convertida num espaço onde podem ter lugar exposições artísticas e eventos culturais. Nos últimos três anos foram aqui realizadas mais de 40 exposições, das quais treze de fotografia e vinte de pintura. Por outro lado, esta sala ainda é utilizada para cerimónias oficias com a presença de embaixadores estrangeiros e membros do governo iraniano, onde se incluíam as manifestações sobre a restituição de obras culturais e históricas no Cuaite e no Afeganistão.